# Skalunda
Skalunda ist ein Kirchdorf (kyrkby) in Schweden. Es liegt auf der Halbinsel Kålland, die von Süden in den Vänern hineinragt, ungefähr zehn Kilometer nordwestlich der Stadt Lidköping. Skalunda gehört zur Gemeinde Lidköping der Provinz Västra Götalands län.
Skalunda war in der frühgeschichtlichen Zeit und im Mittelalter ein regionales Zentrum. Darauf weist vor allem das, mit einem Durchmesser von über 60 Metern und einer Höhe von sieben Metern, größte Hügelgrab Västergötlands der Skalunda hög hin. Es wird anhand der Funde in das 8. Jahrhundert datiert. Im Mittelalter befand sich in Skalunda ein Königshof, und auch die im 11. oder 12. Jahrhundert errichtete romanische Kirche von Skalunda weist auf die frühere Bedeutung des Ortes hin.
Neben dem Hügel liegt ein Richterring. Im Ort gibt es bei der Kirche zwei Runensteine. Auf der Halbinsel Kålland liegt auch Kung Orres grav.

Skalunda
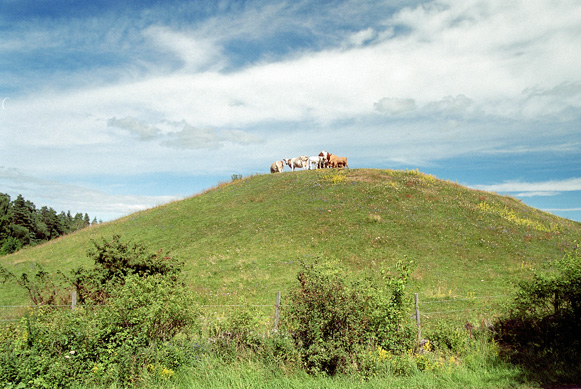
Hügelgrab Skalunda hög
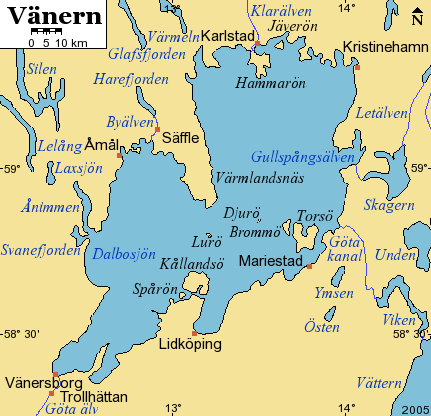
Karte mit der Halbinsel Kålland
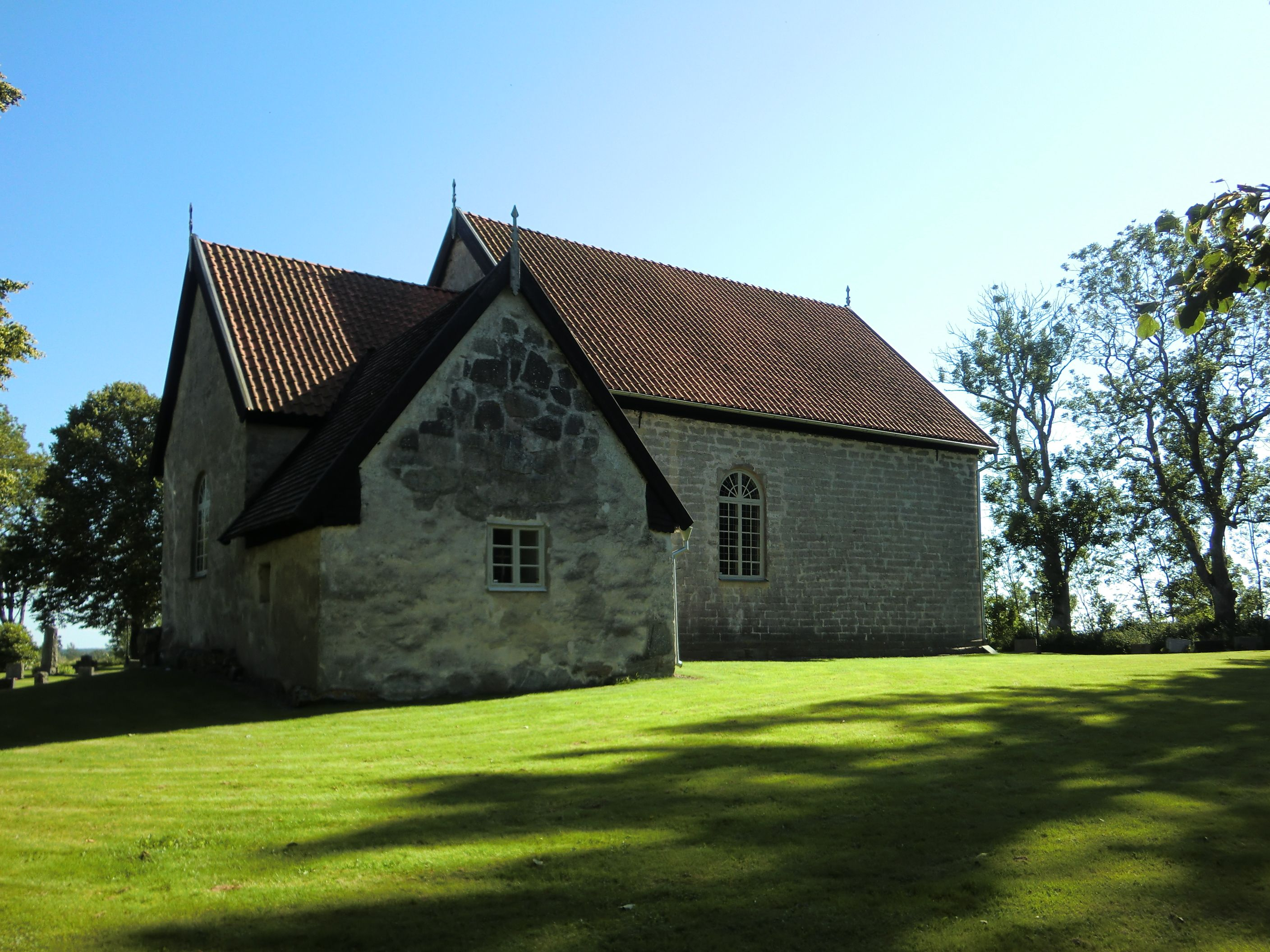
Die Skalunda-Kirche
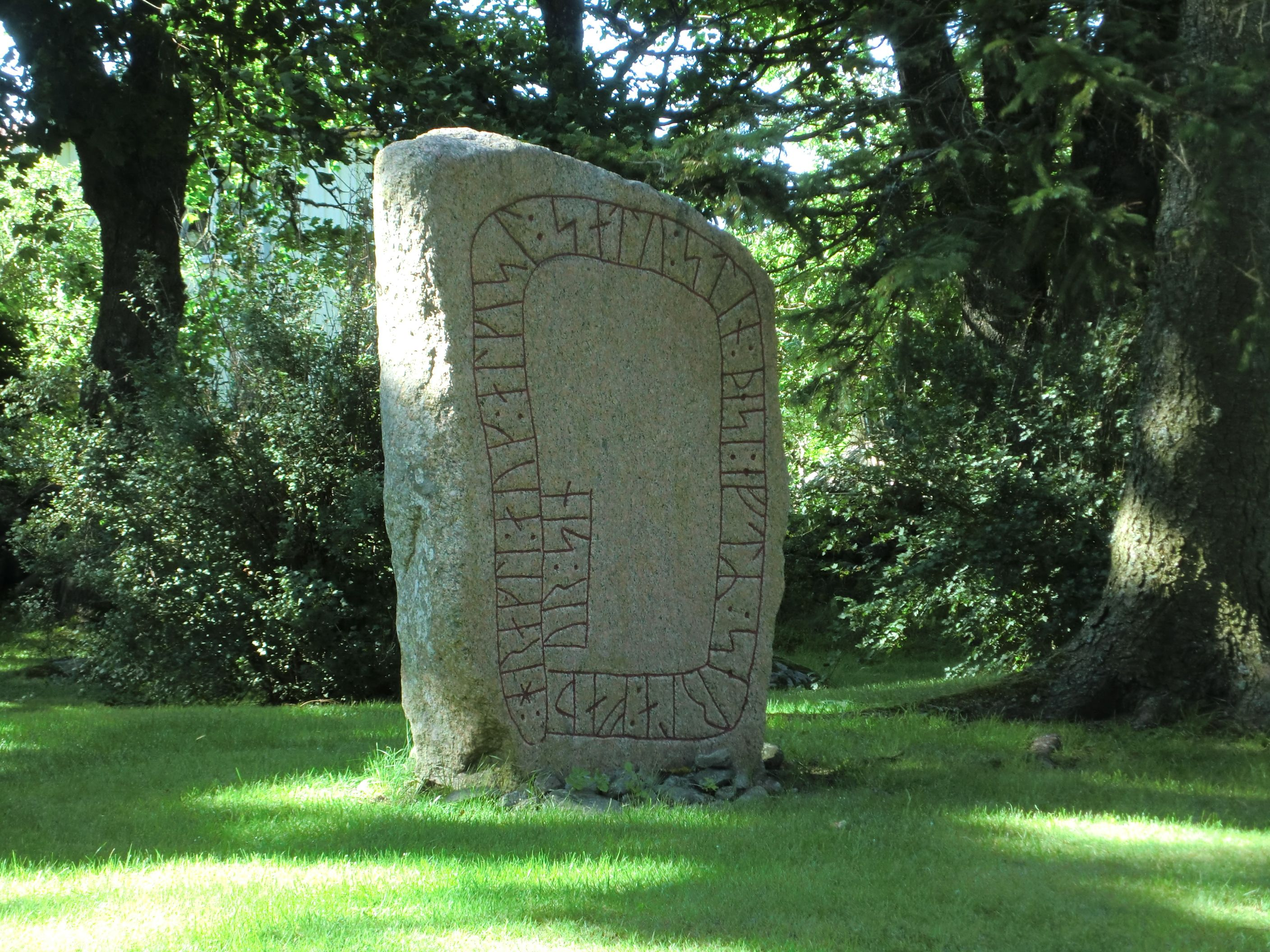
Einer der Runensteine